# Collège Saint-Bénin
 (décembre 2023).
Si vous disposez d'ouvrages ou d'articles de référence ou si vous connaissez des sites web de qualité traitant du thème abordé ici, merci de compléter l'article en donnant les références utiles à sa vérifiabilité et en les liant à la section « Notes et références ».
Le collège Saint-Bénin était un ancien prieuré et une ancienne école, situé rue Jean-Boniface Festaz à Aoste.
Pendant plus de trois siècles, il s'est imposé comme le centre majeur de culture au niveau local et comme le centre de formation d'excellence pour les dirigeants valdôtains.
L'édifice du collège accueille aujourd'hui un centre d'expositions temporaires dénommé Centre Saint-Bénin, ainsi qu'une exposition permanente dédiée à Innocent Manzetti.

## Histoire
Cité pour la première fois dans un document de 1050, le collège Saint-Bénin est considéré comme un symbole de la culture valdôtaine. À partir du milieu du XVIe siècle, les nobles locaux étaient formés à la Grande eschole de grammaire, financée par le Conseil de la Cité et du Bourg.
Après la Réforme, l'exigence de fournir une formation de haut niveau à la classe dirigeante valdôtaine a entraîné la nécessité d'améliorer le niveau d'instruction, baissé entretemps, pour le rendre conforme aux standards de la ratio studiorum des collèges gérés par les Jésuites. L'évêque d'Aoste Barthélemy Ferreri œuvra en première ligne entre le XVIe et le XVIIe siècle, soutenu par les familles Vaudan et Roncas. Leur décision prévoyait l'ouverture d'un collège d'études supérieures dans l'édifice du prieuré Saint-Bénin, fondé vers l'an 1000 par les frères bénédictins provenant de l'abbaye de Saint-Bénin de Fruttuaria pour être confié avant 1177 aux chanoines de Saint-Bernard du Mont-Joux.
Une bulle Cathedram militantis Ecclesiæ du pape Clément VIII ratifia la cession à la ville, et le collège fut contrôlé dès lors par l'évêque, le bailli et les deux syndics de la cité et du bourg pour devenir une école de grammaire, rhétorique et culture humaniste ouverte en 1604.

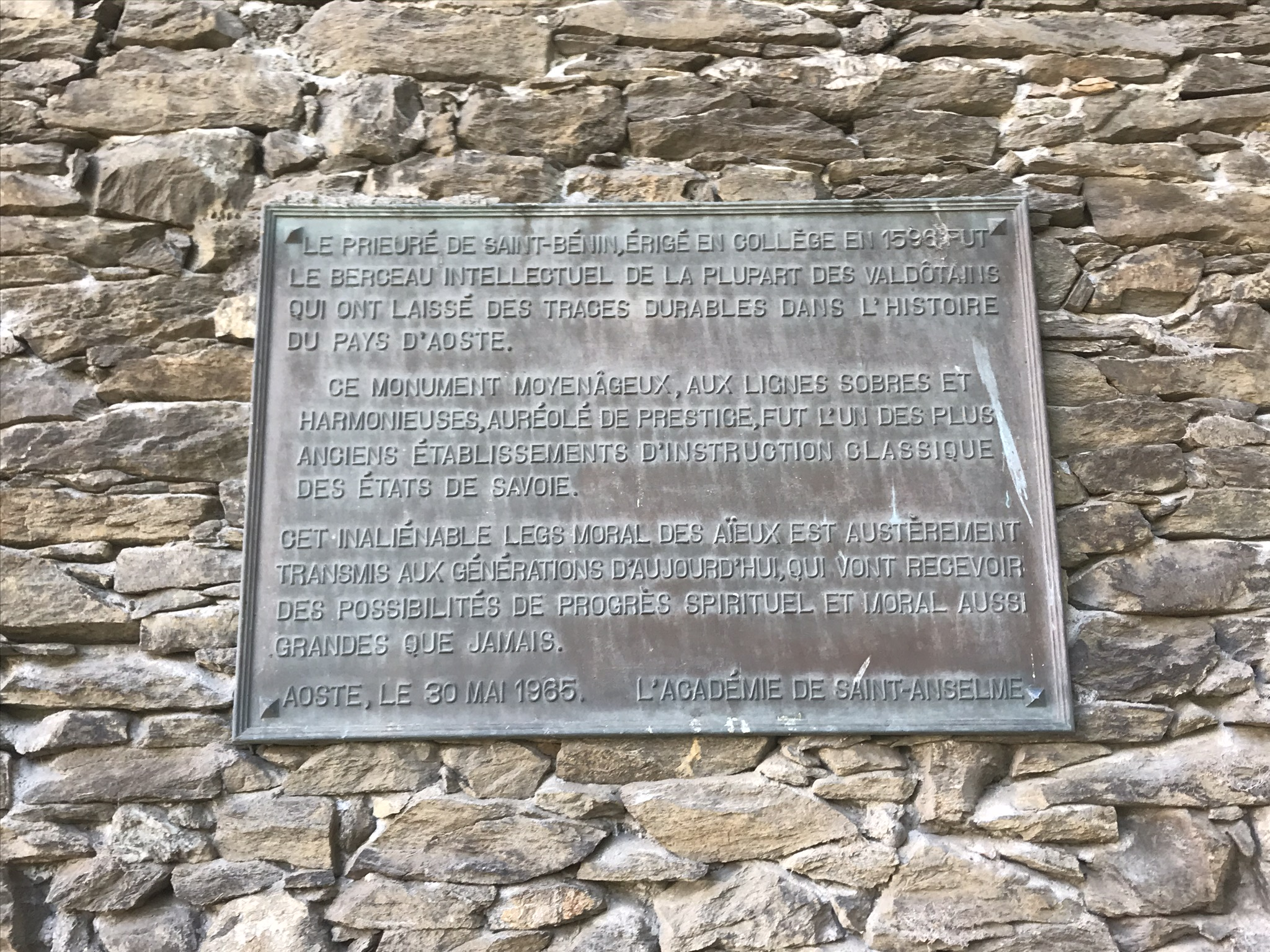
Plaque posée par lAcadémie Saint-Anselme.

Le collège fut géré par les chanoines de la Congrégation de Notre-Sauveur, connus aussi en tant que « chanoines lorrains » en raison de leur provenance, au cours d'une période de splendeur, grâce notamment aux donations de mécènes tels que Jean-Boniface Festaz : de nouvelles chaires furent fondées, entre autres, celle de philosophie (1678) et celle de théologie (1702), pour laquelle l'intervention de l'archidiacre René Ribitel fut fondamentale, puisqu'il fit bâtir le séminaire à côté de l'édifice du collège. Saint-Bénin devint l'une des écoles les plus renommées des États de Savoie, comptant parmi ses enseignants les personnalités religieuses et laïques locales majeures pour assurer la formation spirituelle, civique et intellectuelle de la haute classe valdôtaine.
En 1748, le collège fut confié aux frères Barnabites piémontais par la volonté de Charles-Emmanuel III, qui renforcèrent la tradition inaugurée par les chanoines lorrains des représentations théâtrales, en mettant en scène entre autres Mérope de Voltaire.
En 1772, il obtint le titre de Collège royal.
En 1793, les Jacobins français confisquèrent le Saint-Bénin pour en faire un hôpital militaire. De 1800 à 1834, il fut géré par des laïcs, et confié ensuite aux Jésuites, chassés après la révolution de 1848. Après des périodes de reprise et de déclin, au cours desquelles des laïcs et des religieux alternèrent à la gestion du collège, il fut cédé par la municipalité à l'État italien en 1888 pour devenir le lycée national « Prince de Naples ». Les propriétés adjacentes furent en partie reconverties en jardins publics de la ville, et en partie ont servi à la construction de la gare d'Aoste.
Après la Seconde Guerre mondiale, le collège Saint-Bénin a accueilli les classes de l'Institut technique pour Comptables et pour Géomètres « Innocent Manzetti », tandis que la chapelle servait de salle de gymnastique. 
Avec la construction du nouveau bâtiment attenant accueillant l'Institut Technique pour Comptables, seul l'Institut Technique pour Géomètres y resta jusqu'aux années 70 du XXe siècle quand un nouveau bâtiment fut construit.
Il a été restauré ensuite et il est aujourd'hui un siège d'expositions de propriété régionale pour les expositions temporaires et l'exposition permanente dédiée à Innocent Manzetti.

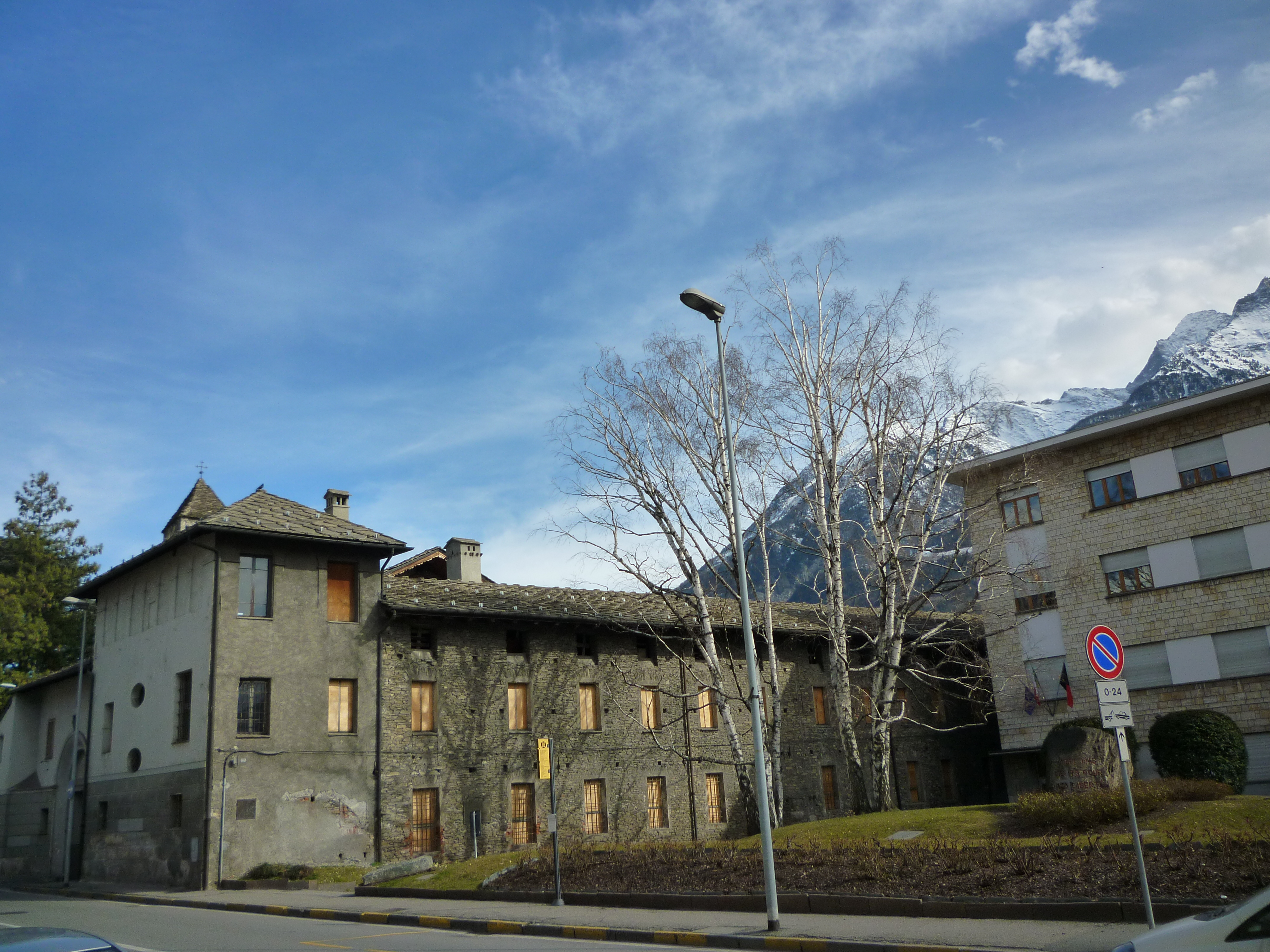
Vue latérale du collège et de l'institut pour comptables « Innocent Manzetti » depuis la rue Festaz.